# Wildcat (film)
Wildcat è un film del 2023 diretto da Ethan Hawke. 
Basata sui racconti di Flannery O'Connor, la pellicola è incentrata sui tentativi della scrittrice di pubblicare il suo primo romanzo.

## Trama
Flannery O'Connor sogna di diventare una scrittrice, ma negli anni Quaranta e Cinquanta la scena letteraria è dominata quasi esclusivamente da uomini. A soli venticinque anni, Flannery scopre di soffrire di lupus, la stessa malattia di cui è morto suo padre. Flannery in seguito lotta anche con disturbi fisici, ma scrive romanzi di successo e numerosi racconti.

## Produzione
Le riprese principali si sono svolte in Kentucky tra il gennaio e il febbraio 2023, in particolare a Louisville, Shelbyville e Frankfort.

## Promozione
Il primo trailer è stato diffuso l'11 marzo 2024.

## Distribuzione
Il film è stato presentato in anteprima mondiale il 1º settembre 2023 al Telluride Film Festival e poi al Toronto International Film Festival l'11 settembre seguente. Successivamente, il film è stato proiettato a New York e Los Angeles in distribuzione limitata dal 3 maggio 2024, prima di ricevere una distribuzione più ampia nelle sale statunitensi.

## Accoglienza

### Critica
L'aggregatore di recensioni Rotten Tomatoes riporta il 59% di recensioni positive, con un punteggio medio di 5,9 su 10 basato sul parere di 78 critici.